# Мортка (посёлок)
Мо́ртка — посёлок городского типа в Кондинском районе Ханты-Мансийского автономного округа России. Административный центр городского поселения Мортка.

## География
Расположен в 6 км от реки Мортки, притока Кумы, в 30 км от райцентра.

## История
Статус посёлка городского типа — с 1972 года.

## Население
| 1979  | 1989  | 2002  | 2009  | 2010  | 2012  | 2013  | 2014  | 2015  |
| ----- | ----- | ----- | ----- | ----- | ----- | ----- | ----- | ----- |
| 3241  | ↗3431 | ↗3627 | ↗3753 | ↗3798 | ↘3707 | ↘3656 | ↘3630 | ↘3558 |
| 2016  | 2017  | 2018  | 2019  | 2020  | 2021  |       |       |       |
| ↘3553 | ↘3506 | ↘3495 | ↘3469 | ↗3500 | ↘3233 |       |       |       |

## Инфраструктура
В посёлке имеются средняя общеобразовательная школа, детский сад; библиотека; детская музыкальная школа, районный дом культуры, детско-юношеская спортивная школа; районная больница; отделение Сбербанка, гостиница ООО «Завод МДФ». Построен приход храма Покрова Божией матери.
Одноимённая железнодорожная станция на линии Екатеринбург — Устье-Аха (пгт Междуреченский).
Строится участок автодороги Тюмень — Мортка, что позволит обеспечить круглогодичное сообщение с Тюменью.
Предприятия
- ООО «Завод МДФ» — производство древесно-волокнистых плит средней плотности и изделий из них.
- ООО «Куминский ЛПК» — производство погонажных изделий, евровагонки
- ООО «Энергия» — производство тепловой энергии.
- ОАО «Юкон-Газ» — газоснабжение (Ликвидирована в 2012 г.)
- автоколонна ОАО «Урайское АТП» — грузо- и пассажирские перевозки.
- ОАО «Торг» — розничная торговля.
- ООО «Управляющая Компания Арсенал»
- ООО «СтройАгроСервис»
- ООО УК "Кондинский"